# Trachyphrynium braunianum
Trachyphrynium braunianum (K.Schum.) Baker – gatunek rośliny z monotypowego rodzaju Trachyphrynium Benth. z rodziny marantowatych. Występuje w środkowej i zachodnio-środkowej Afryce.

## Morfologia

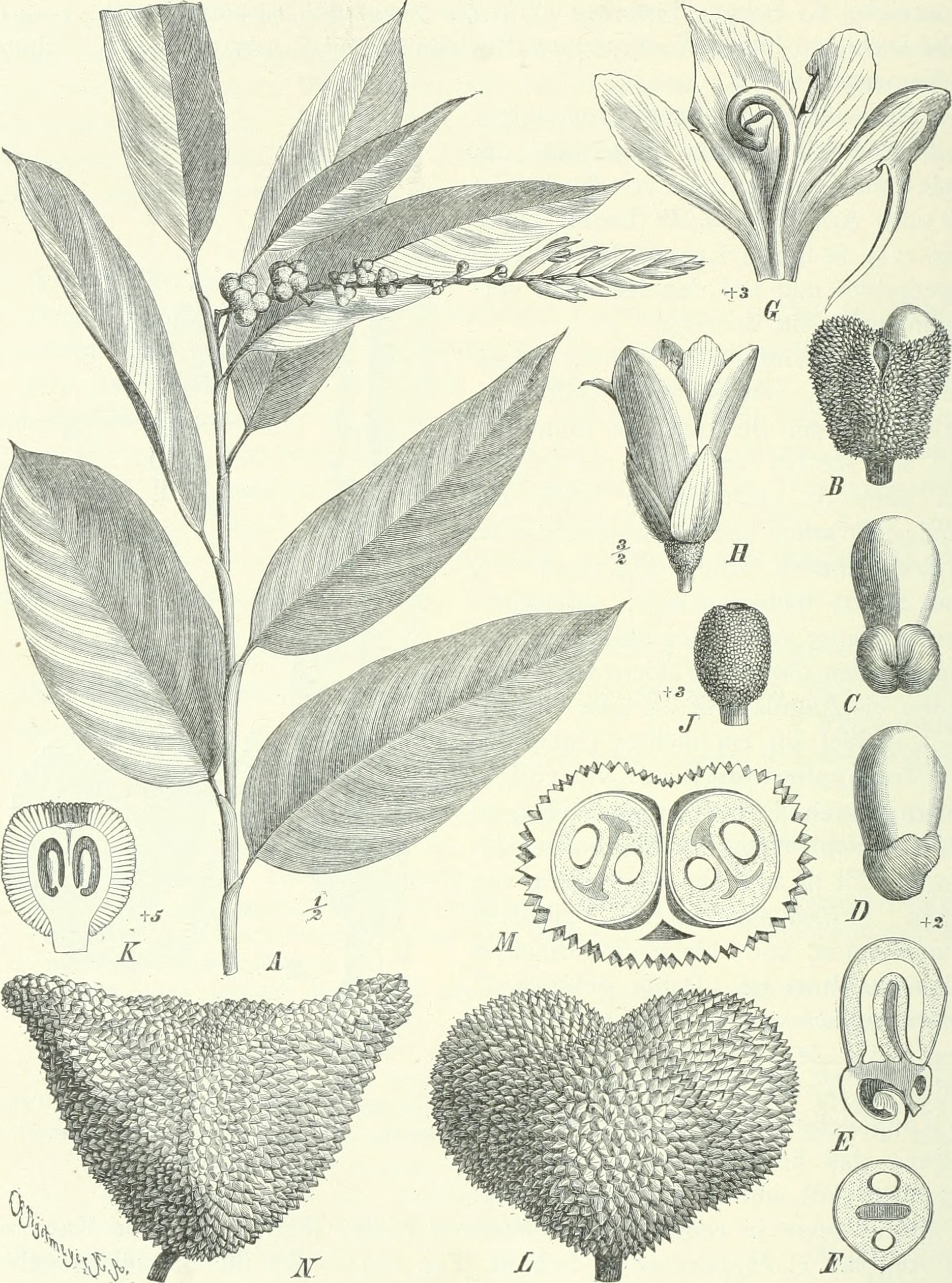
Ilustracja botaniczna

PokrójWieloletnie rośliny zielne o drewniejących, bambusowatych pędach, osiągających wysokość 4,5 metra (rzadziej więcej, do 10 metrów), tworzące gąszcz.
PędyPełzające kłącze, silnie rozgałęzione. Łodygi wzniesione lub wspierane przez inne rośliny, w dolnym odcinku otoczone pochwą tworzoną przez zredukowany, łuskowaty liść (cataphyll), długości 21 cm, powyżej rozgałęzione i ulistnione.
LiścieUlistnienie dwurzędowe. Blaszki liściowe podługowato-eliptyczne, wielkości 5,5–20 × 2–10 cm, nieco asymetryczne, u nasady zaokrąglone lub sercowate, wierzchołkowo krótko zaostrzone, nagie.
KwiatyWyrastają w parach w zredukowanych wierzchotkach, zebranych w wyrastający wierzchołkowo na pędzie, kłosowaty kwiatostan, osiągający 20 cm długości, niekiedy rozgałęziony u nasady. Wierzchotki otoczone są podsadką długości 15–25 mm. Okwiat grzbiecisty, długości 2–2,5 cm, biały, niekiedy nieco różowo lub fioletowo zabarwiony. Przysadka pojedyncza, mięsista, długości ok. 2 mm. Listki okwiatu wolne, te wewnętrznego okółka zrośnięte w rurkę z trzema łatkami. Prątniczki i pręcik położone w dwóch okółkach, zrośnięte u nasady w rurkę zespoloną z rurką okwiatu. W zewnętrznym okółku obecne są dwa listkowate prątniczki. W wewnętrznym okółku obecne są dwa prątniczki, z czego jeden jest kapturkowaty z ostrogowatym wyrostkiem, oraz pręcik. Zalążnia dolna, brodawkowata, trójkomorowa.
OwocePomarańczowożółte, pękające torebki o średnicy około 1,5 cm, zawierające od jednego do trzech błyszczących, czarnych lub brązowawych nasion o średnicy ok. 7 mm, u nasady z brązowawobiałą osnówką.

## Biologia i ekologia
RozwójW Beninie kwitną w sierpniu i owocują od sierpnia do grudnia.
SiedliskoGatunek ten występuje w lasach galeriowych lub formacjach zaroślowych, w pobliżu wody, a także w wilgotnych lasach równikowych, lasach wtórnych i na porębach, na wysokości do 1200 m n.p.m.
Relacje międzygatunkoweRoślina żywicielska rusałkowatych z gatunków Bicyclus ephorus, Charaxes lycurgus i Ch. zelica.
Szympansy wykorzystują zwinięte liście tej rośliny do pozyskiwania wody zbierającej się w naturalnych otworach drzew.
GenetykaLiczba chromosomów 2n wynosi 22 i 24.

## Systematyka
Gatunek z monotypowego rodzaju Trachyphrynium z rodziny marantowatych (Marantaceae).

## Nazewnictwo
Etymologia nazwy naukowejNazwa naukowa rodzaju pochodzi od dodania greckiego słowa τραχύς (trachys – szorstki) do nazwy rodzaju Phrynium.
Synonimy nomenklatoryczne
Hybophrynium braunianum K.Schum. in Bot. Jahrb. Syst. 15: 428 (1892) – bazonim
Synonimy taksonomiczne
Bamburanta arnoldiana L.Linden in Semaine Hort. 4: 463 (1900)

## Znaczenie użytkowe
Rośliny leczniczeRoślina wykorzystywana jest w tradycyjnej medycynie afrykańskiej. Sok z korzenia, często mieszany z sokiem innych marantowatych, podaje się w leczeniu zaburzeń psychicznych. Mieszaninę prażonego i sproszkowanego korzenia z solą i nasionami Aframomum melegueta wciera się w skaryfikację w leczeniu reumatyzmu. W Demokratycznej Republice Konga okład z liści stosuje się na stany zapalne, a podgrzane i rozdrobnione liście jako okład na wysuszone i popękane podeszwy stóp. W Ghanie młode pędy żuje się z orzechami koli jako afrodyzjak. W Nigerii korzeń i owoce wykorzystuje się jako składniki mieszanek wspomagających rozwój płodu, a osnówkę stosuje się w leczeniu kaszlu. W Kongo wywar z gałązek pije się na przepuklinę i bóle brzucha, a podgrzane i rozdrobnione liście stosuje się jako okład na wysuszone i popękane podeszwy stóp.
Rośliny spożywczeOwoce tej rośliny są jadalne. Baka spożywają prażone nasiona jako przekąskę. W Ghanie spożywa się osnówkę nasion.
Rośliny włóknodajneLiście wykorzystuje się do owijania chikwangue i soli morskiej. Łodygi są szeroko stosowane do wyplatania koszy, mat, sit, uli oraz pułapek na ryby i szczury, a także przy budowie domów.
Inne zastosowaniaW Ghanie nasiona wykorzystuje się do wyrobu koralików i naszyjników.